# Мира (провинция Венеция)
Мира (итал. Mira) — коммуна в Италии, располагается в провинции Венеция области Венеция.
Население составляет 38761 человек (2008 г.), плотность населения составляет 392 чел./км². Занимает площадь 99 км². Почтовый индекс — 30034. Телефонный код — 041.
Покровителем коммуны почитается святитель Николай Мирликийский, празднование 6 декабря.

## Достопримечательности
- Мальконтента

## Демография
Динамика населения:

## Администрация коммуны
- Официальный сайт: https://web.archive.org/web/20060510130039/http://www.mira.rivieradelbrenta.net/